# Орлівська сільська рада (Новгород-Сіверський район)
Орлі́вська сільська́ ра́да — адміністративно-територіальна одиниця та орган місцевого самоврядування в Новгород-Сіверському районі Чернігівської області. Адміністративний центр — село Орлівка.

## Загальні відомості
Орлівська сільська рада утворена у 1918 році.
- Територія ради: 122,669 км²
- Населення ради: 1 625 осіб (станом на 2001 рік)

## Населені пункти
Сільській раді підпорядковані населені пункти:
- с. Орлівка
- с. Сапожків Хутір
- с. Ломанка

### Колишні населені пункти
- с. Зелений Гай, 2009 року зняте з обліку.

## Склад ради
Рада складається з 16 депутатів та голови.
- Голова ради: Петруков Віктор Миколайович

### Керівний склад попередніх скликань
| Прізвище, ім'я, по батькові | Основні відомості                                                               | Дата обрання | Дата звільнення |
| --------------------------- | ------------------------------------------------------------------------------- | ------------ | --------------- |
| Петруков Віктор Миколайович | Сільський голова, 1961 року народження, безпартійний                            | 26.03.2006   | 31.10.2010      |
| Петруков Віктор Миколайович | Сільський голова, 1967 року народження, освіта середня спеціальна, безпартійний | 31.10.2010   |                 |

Примітка: таблиця складена за даними сайту Верховної Ради України

### Депутати
За результатами місцевих виборів 2010 року депутатами ради стали:

#### За суб'єктами висування
| Суб'єкт висування                 | Кількість обраних депутатів | %    |
| --------------------------------- | --------------------------- | ---- |
| Партія регіонів                   | 8                           | 50   |
| Самовисування                     | 6                           | 37,5 |
| Комуністична партія України       | 1                           | 6,3  |
| Політична партія «Сильна Україна» | 1                           | 6,3  |

#### За округами
| № округу                          | Прізвище, ім'я, по батькові      | Дата визнання обраним | Освіта             | Партійна приналежність                  | Відомості про обраного депутата                                        |
| --------------------------------- | -------------------------------- | --------------------- | ------------------ | --------------------------------------- | ---------------------------------------------------------------------- |
| Комуністична партія України       |                                  |                       |                    |                                         |                                                                        |
| 7                                 | Заруба Ігор Михайлович           | 04.11.2010            | середня спеціальна | член Комуністичної партії України       | Комунальне підприємство Орлівської сільської ради, директор            |
| Партія регіонів                   |                                  |                       |                    |                                         |                                                                        |
| 1                                 | Петрук Алла Володимирівна        | 04.11.2010            | вища               | член Партії регіонів                    | Орлівський НВК, вчитель біології                                       |
| 2                                 | Кисіль Ніна Миколаївна           | 04.11.2010            | середня спеціальна | член Партії регіонів                    | Орлівська амбулаторія загальної практики — сімейної медицини, лаборант |
| 4                                 | Петрученко Микола Андрійович     | 04.11.2010            | середня спеціальна | член Партії регіонів                    | ТОВ «Орлівське», завідувач гаражу                                      |
| 5                                 | Мягкий Павло Олександрович       | 04.11.2010            | середня            | член Партії регіонів                    | Орлівський психоневрологічний інтернат, санітар                        |
| 9                                 | Бурковець Людмила Миколаївна     | 04.11.2010            | середня спеціальна | член Партії регіонів                    | ТОВ «Орлівсь-ке», бухгалтер                                            |
| 10                                | Заруба Надія Миколаївна          | 04.11.2010            | вища               | член Партії регіонів                    | Орлівський НВК, вихователь дитячого садка                              |
| 11                                | Сич Юрій Григорович              | 04.11.2010            | вища               | член Партії регіонів                    | фізична особа-підприємець                                              |
| 14                                | Анікусько Олена Миколаївна       | 04.11.2010            | вища               | член Партії регіонів                    | Краснохутірська школа-інтернат, заступник директора з виховних питань  |
| Політична партія «Сильна Україна» |                                  |                       |                    |                                         |                                                                        |
| 6                                 | Бурковець Яна Володимирівна      | 04.11.2010            | середня спеціальна | член Політичної партії «Сильна Україна» | Орлівська амбулаторія загальної практики — сімейної медицини, фельдшер |
| Самовисування                     |                                  |                       |                    |                                         |                                                                        |
| 3                                 | Коваленко Валентина Григорівна   | 04.11.2010            | середня спеціальна | позапартійна                            | Орлівський ВПЗ № 4, контролер                                          |
| 8                                 | Туз Світлана Михайлівна          | 04.11.2010            | середня            | позапартійна                            | Орлівське ВПЗ, листоноша                                               |
| 12                                | Заруба Володимир Миколайович     | 04.11.2010            | середня спеціальна | позапартійний                           | Орлівський НВК, завідувач господарства                                 |
| 13                                | Решотко Віктор Федорович         | 04.11.2010            | середня спеціальна | позапартійний                           | тимчасово не працює                                                    |
| 15                                | Єрошенко Вадим Валентинович      | 04.11.2010            | середня спеціальна | член Народної партії                    | Красно-хутірське лісництво, водій                                      |
| 16                                | Кунцевський Анатолій Миколайович | 04.11.2010            | середня спеціальна | член Народної партії                    | Красно-хутірське лісництво, майстер                                    |